# Архипова (Орловская область)
Архипова — деревня в Болховском районе Орловской области России. Входит в состав Герасимовского сельского поселения.

## География
Деревня находится в северной части Орловской области, в лесостепной зоне, в пределах центральной части Среднерусской возвышенности, на расстоянии примерно 14 километров (по прямой) к северо-северо-западу (NNW) от города Болхова, административного центра района. Абсолютная высота — 219 метров над уровнем моря.
Часовой пояс
Деревня Архипова, как и вся Орловская область, находится в часовой зоне МСК (московское время). Смещение применяемого времени относительно UTC составляет +3:00.

## Население
| 2010 |
| ---- |
| 28   |

Половой состав
По данным Всероссийской переписи населения 2010 года в гендерной структуре населения мужчины составляли 57,1 %, женщины — соответственно 42,9 %.
Национальный состав
Согласно результатам переписи 2002 года, в национальной структуре населения русские составляли 100 % из 28 чел.

## Улицы
Уличная сеть деревни состоит из одной улицы (ул. Садовая).